# Benedito I Zaccaria
Benedito Zaccaria (em italiano: Benedetto Zaccaria; c. 1235-1307) foi um almirante italiano da República de Génova. Foi Senhor de Foceia (em 1288) e o primeiro Senhor de Quio (a partir de 1304). Foi também o fundador das fortunas da família em Constantinopla e na Grécia Latina. Foi, em diferentes estágios de sua vida, um diplomata, aventureiro, mercenário e estadista. 

## Vida
Benedito era o segundo filho de Fulcão Zaccaria e uma de suas esposas, Juliana ou Beatriz. Benedito ajudou seus irmãos Manuel e Nicolino, seu primo Tedísio e seu filho, Paleólogo, em seus empreendimentos comerciais.
Sendo um comerciante bem-sucedido, Benedito apareceu pela primeira vez como um embaixador genovês ao tribunal bizantino, em 1264. Isto se deu em resposta à aliança do imperador Miguel VIII com a República de Veneza.  Depois de onze anos de negociações, que resultaram em um acordo de renovação entre o Império Bizantino e a República de Gênova, Benedito apareceu em Constantinopla, por convite imperial, com seu irmão Manuel, em 1275. Foi nomeado administrador das minas de Foceia. Lá, ele iniciou uma plantação e comerciava com diversas cidades mediterrânicas e asiáticas, acumulando uma riqueza considerável. Em 1282, ainda ao serviço do imperador, ele atuou como embaixador na corte de Pedro III de Aragão, aconselhando-o a continuar a guerra contra os angevinos na Sicília.
Benedito retornou à Gênova em 1284 e foi nomeado almirante. Ele foi o principal comandante da frota genovesa que derrotou Pisa na Batalha de Meloria. Comandou uma frota de vinte galeras, separada da principal frota genovesa  e, inicialmente, oculta dos pisanos. Seu ataque surpresa levou a uma vitória decisiva dos genoveses e ao declínio permanente do poder militar e mercantil de Pisa.
Ele participou ao lado dos castelhanos, sob Sancho IV, numa campanha vitoriosa contra o Marrocos. Na volta, na mesma época, serviu a Filipe IV de França como um almirante, bloqueando os portos ingleses e flamengos.

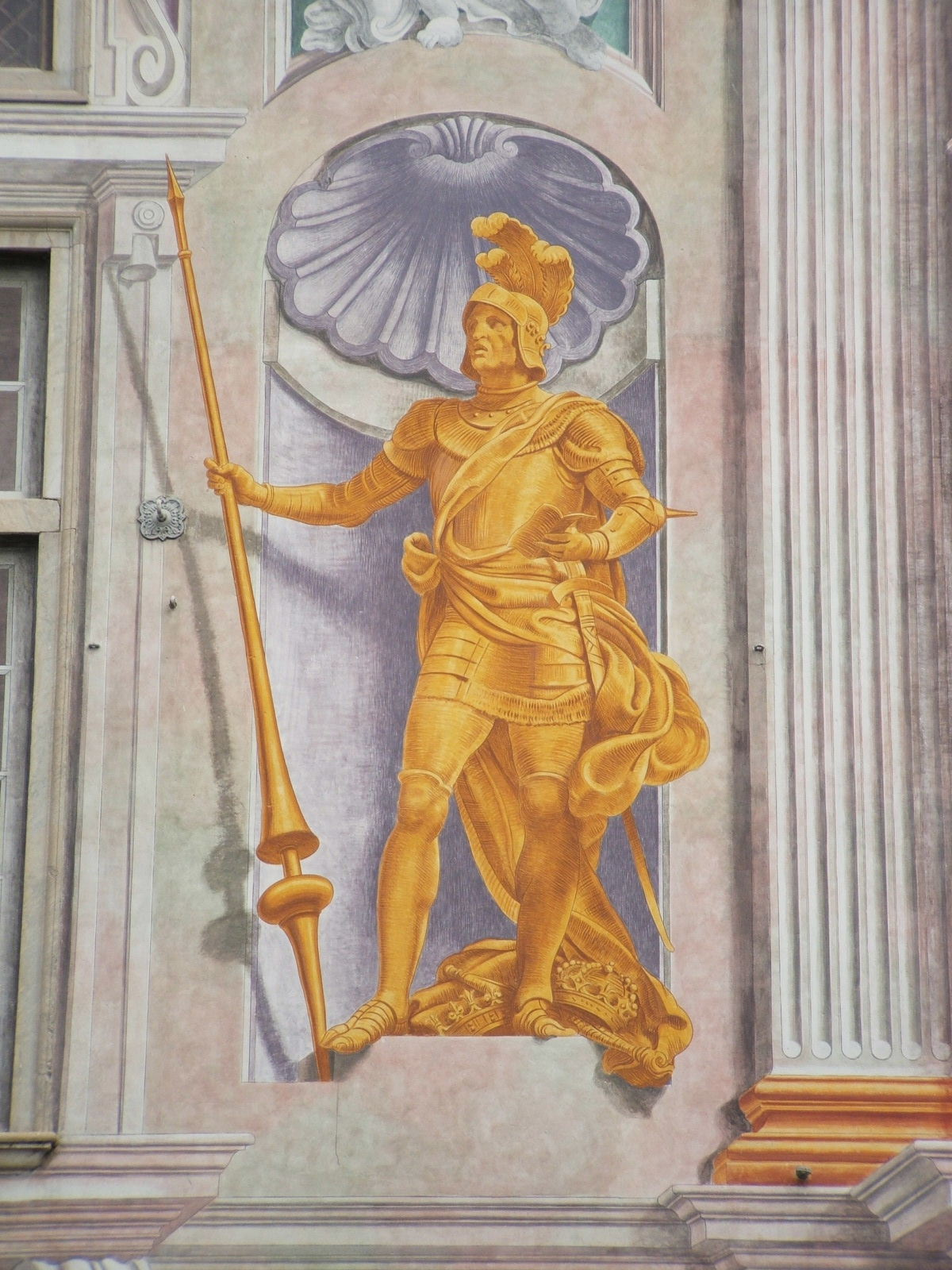
Benedito Zaccaria, almirante italiano da República de Gênova

Em 1302, Zaccaria foi nomeado novamente almirante por Filipe de França. Foi neste cargo que ele conquistou a ilha de Quio (1304), que até então tinha estado nas mãos de corsários muçulmanos. Inicialmente, ele deu o governo da ilha ao seu sobrinho Tedísio. Em 1304, ele também ocupou as ilhas de Samos e Cós, que eram quase que completamente despovoadas, e o Imperador concedeu-lhe soberania sobre essas ilhas e Quio por dois anos, sob a suserania bizantina. É a partir desta data que Benedito é contabilizado Senhor de Quio e começa sua carreira como um estadista e governante. Em seguida, em 1306, ocupou Tasos, um refúgio de piratas gregos.
Zaccaria morreu em 1307 e seu irmão Manuel em 1309. Seu filho Paleólogo sucedeu-o como governante em Quio.